# Jüdischer Friedhof Osthofen

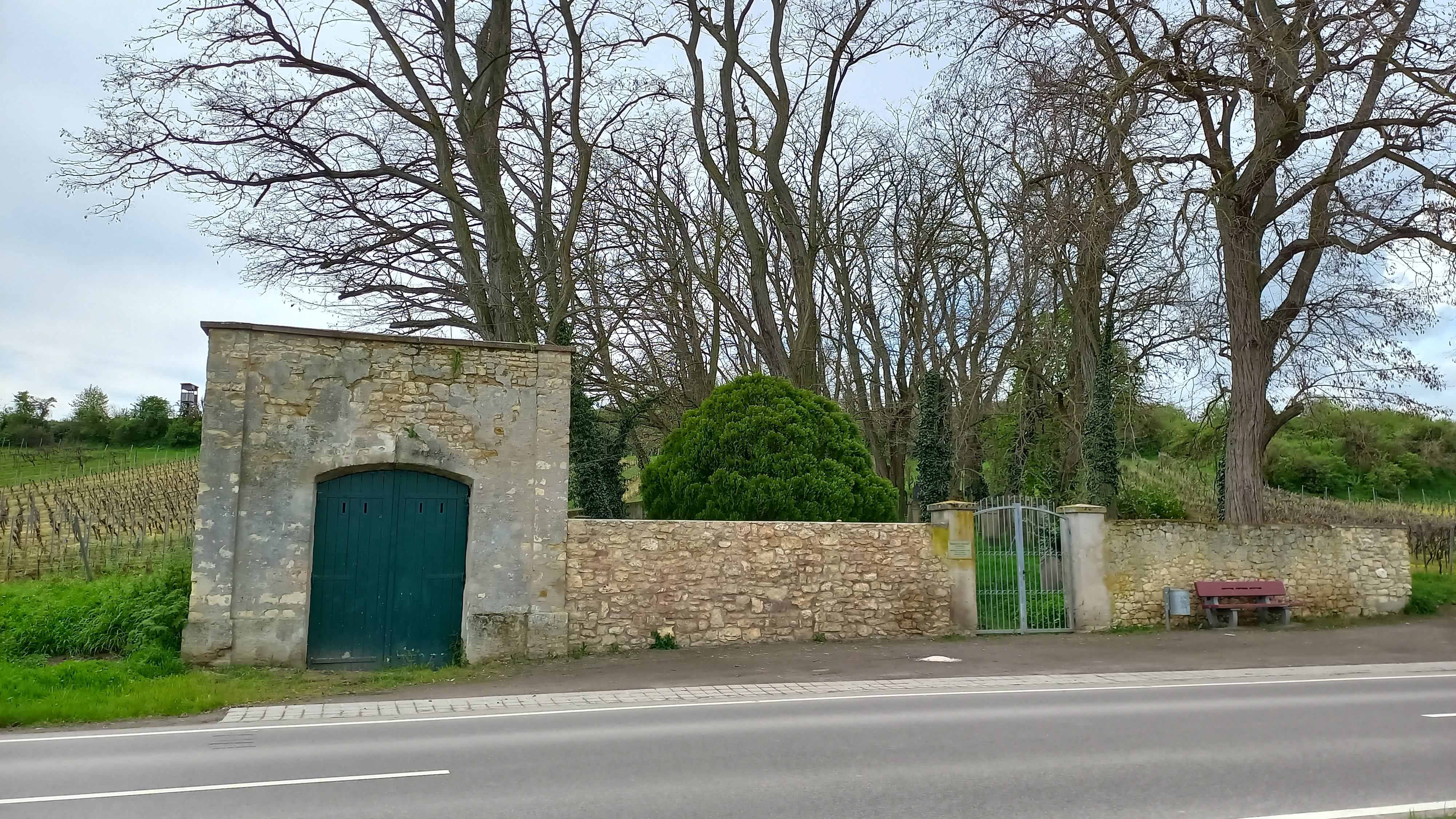
Jüdischer Friedhof Osthofen

Der Jüdische Friedhof Osthofen ist ein historischer Friedhof in der Ortsgemeinde Osthofen im Landkreis Alzey-Worms in Rheinland-Pfalz.

## Geografische Lage
Der jüdische Friedhof liegt etwa 500 Meter nördlich der Gemeinde an der Mettenheimer Straße (= L 439).

## Beschreibung
Der Friedhof ist 1588 m² groß. Er wurde 1831 an- und bis in die 1930er-Jahre belegt. Erhalten sind etwa 20 Grabsteine. Die Anlage ist als Denkmalzone ein Kulturdenkmal aufgrund des rheinlandpfälzischen Denkmalschutzgesetzes.
1843 wird eine Begräbnisverordnung erlassen, sie gilt „auch für neun andere Gemeinden, welche ihre Toten hier beerdigen“.

## Alter Friedhof
Ein noch älterer jüdischer Friedhof befand sich an der Ecke Stärkmühlweg / Hasengasse. Wie lange er genutzt und wann er abgeräumt wurde, ist nicht bekannt. „Die israelitische Gemeinde wollte unbedingt den alten Friedhof im Ort ... behalten, was jedoch aus seuchenpolizeilichen Gründen abgelehnt wurde.“
Das Grundstück befindet sich heute in Privateigentum. Ein Grabstein ist erhalten. Er wurde vor einiger Zeit bei Grabarbeiten auf dem Grundstück gefunden und in die Grundstücksmauer eingearbeitet.